# Mcheta
Mcheta (gruzinsko მცხეთა) je eno najstarejših mest v Gruziji, v regiji Mcheta-Mtianeti v bližini Tbilisija. Mcheta je bila med 3. st. pr. n. št. in 5. st. n. št. prestolnica gruzijskega Iberijskega kraljestva. V tem mestu so Gruzijci leta 317 sprejeli krščanstvo in Mcheta je še vedno center gruzinske pravoslavne cerkve.
Zaradi zgodovinskega pomena in več kulturnih spomenikov je bilo z naslovom Zgodovinski spomeniki Mcheta leta 1994 mesto uvrščeno na seznam Unescove svetovne dediščine. Kot rojstni kraj in eno najbolj živahnih središč krščanstva v Gruziji je bilo mesto razglašeno za sveto mesto  Gruzinske pravoslavne cerkve leta 2014.
Unesco je leta 2016 zgodovinske spomenike Mchete postavil pod okrepljeno zaščito, mehanizem, ustanovljen z drugim protokolom iz leta 1999 k Haaški konvenciji o varstvu kulturnih dobrin iz leta 1954 v primeru oboroženih spopadov.

## Zgodovina

### Ustanovitev
Arheološki dokazi zasledujejo človeško naseljevanje na območju Mchete od 2. tisočletja pred našim štetjem do zgodnjega 1. tisočletja našega štetja . Številni pokopi iz bronaste dobe (začetek 1. tisočletja pred našim štetjem) dokazujejo, da je bila Mcheta v tistem obdobju že pomembno naselje.
Po navedbah Gruzijskih kronik je Mcheto ustanovil Mchet, sin mitološkega praočeta Kartlosa, istoimenskega prednika Gruzijcev. Zid okoli mesta je zgradil Nimrodov prednik Ardam. Po drugi različici, ki so jo zgodovinarji bolj sprejeli, so Mcheto ustanovili starodavni Meshetijci v 5. stoletju pred našim štetjem .

### Prestolnica Iberijske kraljevine
Mcheta je bilo glavno mesto zgodnjega gruzijskega  Iberijskega kraljestva od 3. stoletja pred našim štetjem do 5. stoletja našega štetja. Kronike omenjajo, da je Iberijsko kraljestvo in njegovo glavno mesto osvojil Aleksander Veliki v 4. stoletju pred našim štetjem, vendar nekateri zgodovinarji tega ne sprejemajo. Sčasoma je vladar, ki ga je imenoval Aleksander, porušil obzidje Mchete in pustil le štiri trdnjave, ena od njih je danes znana kot Armazi.
Starodavni viri iz 4. do 3. stoletja pred našim štetjem omenjajo, da je imela Mcheta številne soseske. Med njimi so Armazis-cihe, Tzitzamuri, Džvari in druge. Tako kot ostala gruzijska mesta je bila razdeljena na mesto in citadelo.
Tako izkopavanja kot Gruzijske kronike pripovedujejo o precejšnji gradnji v helenističnem obdobju: stanovanjske hiše, palače in utrdbe. Nov zid okoli Mchete je postavil prvi gruzijski kralj Frnavaz I. v začetku 3. stoletja pred našim štetjem, pozneje ga je okrepil njegov sin Saurmag I. v poznem 3. - začetku 2. stoletja pred našim štetjem. Ob koncu 2. - začetku 1. stoletja je kralj Farnajom okrepil odnose s Perzijci in povabil zaratustrske duhovnike, da se naselijo v Mcheti. To je verjetno vodilo v gradnjo templjev v mestu, a arheoloških dokazov o tem ni. Ponovno so bile stene Mchete izboljšane med vladavino Bartoma v 1. stoletju pred našim štetjem, kasneje pa tudi pod Aderkom, pogosto identificiranim kot Farasman I. Slednji kralj je povezan s pojavom prvih krščanskih skupnosti v Kartliju in prihodom svete Tunike v Mcheto, ki so jo iz Jeruzalema prinesli lokalni Judje.
Mesto je bilo v tistem obdobju močno utrjeno. Obzidje je bilo na obeh straneh reke Mtkvari, varovale so ga tri utrdbe. Glavna citadela Armazi na gori Bagineti je nadzirala vhod z juga in vzhoda, Cicamuri ob vznožju gore Džvari s severa in Sarkine z zahoda.
Mcheta je bila mesto zgodnjekrščanske dejavnosti, ki je povzročila pokristjanjenje Iberije, kjer je bilo krščanstvo leta 337. razglašeno za državno vero in ostaja sedež Gruzinske pravoslavne cerkve. V tistem obdobju je bila Mcheta kulturno razvito mesto. Nagrobnik iz konca 4. in začetka in 5. stoletja, najden v nekropoli Samtavro, vsebuje epitaf v grščini, ki pripoveduje o glavnem arhitektu in umetniku Mchete, Aureliusu Acholisu.
V prvih letih po prevzemu krščanstva je bila v središču mesta zgrajena majhna lesena cerkev, ki je kasneje postala stolnica sv. Chovelija (Svetichoveli]]. Arheološka izkopavanja so razkrila ostanke lesene cerkve znotraj stolnice. Do 5. stoletja našega štetja majhna cerkev ni več zadovoljevala rastoče skupnosti mesta in Vahtang I. Iberijski (Gorgasali) je zgradil veliko baziliko, največjo cerkev Marijinega vnebovzetja v Gruziji, sv. Choveli, ki je preživela do 11. stoletja. Prvi katolikos je bil izvoljen v 5. stoletju, njegovo prebivališče pa je bilo v sv. Choveliju v Mcheti.

### Srednji vek
Kralj Dači Iberijski (zgodnje 6. stoletje n. št.), ki je bil naslednik Vahtanga I., je po volji očeta prestavil prestolnico iz Mchete v lažje branjen Tbilisi. Potem je pomen Mchete začel upadati, medtem ko je pomen Tbilisija naraščal. Vendar so se v Mcheti še vedno odvijala kronanja, mesto pa je bilo tudi pokopališče večine gruzijskih kraljev do konca kraljestva v 19. stoletju.
V 11. stoletju je postala bazilika sv. Chovelija spet premajhna in katolikos Melčizedek I. je zgradil je novo cerkev na njej.

### Sodobnost
Staro mesto leži na sotočju rek Kura / Mtkvari in Aragvi.
Kot priznanje za svojo vlogo v gruzijski krščanski zgodovini je mesto Mcheta dobilo status svetega mesta s strani katolikosa patriarha Ilije II. Gruzijskega v skladu s pisnim testamentom njegovega predhodnika iz 11. stoletja Melčizedeka I. Gruzijskega.

## Geografija
Mesto Mcheta je postavljeno na planoti, obkroženi z gorami, ob sotočju rek Mtkvari in Aragvi. Mestu se s severa približa Visoki Kavkaz, z juga pa Mali Kavkaz.

## Spomeniki
Stolnica Svetichoveli (11. stoletje), samostan Samtavro (4. stoletje) in samostan Džvari (6. stoletje) v Mcheti spadajo med najpomembnejše spomenike gruzijske krščanske arhitekture in so zgodovinsko pomembni pri razvoju srednjeveške arhitekture na celotnem Kavkazu. Posebnega pomena so zgodnji napisi, ki predstavljajo dragoceno referenco pri preučevanju porekla zgodnje gruzinske abecede. Nekropola Samtavro, grobišče severno od samostana, je datirana med sredino 3. tisočletja pred našim štetjem in 10. stoletjem.
Na obrobju Mchete so ruševine trdnjave Armazcihe (3. stoletje pred našim štetjem), akropola Armazcihe (iz konca 1. stoletja pred našim štetjem), ostanki Pompejevega mostu (po legendah so ga zgradili rimski legionarji Pompeja Velikega v 1. stoletju pred našim štetjem), fragmentarni ostanki kraljeve palače (1. – 3. stoletje našega štetja), bližnje grobnice iz 1. stoletja našega štetja in trdnjava Bebris cihe (14. stoletje). Omembe vredna sta tudi Inštitut za arheologijo in vrt Miheila Mamulašvilija. Obstaja tudi spomenik kiparki Eleni Mačabeli.
V bližini železniške postaje Mcheta je bil obnovljen mavzolej bogate ženske iz 1. stoletja našega štetja. Zgradba posnema hišo z dobro obdelanimi bazami in pedimentom. Streha je bila prekrita s strešniki. Med najdbami v mavzoleju je bil majhen bronast kip mladeniča, ki igra flavto.

## Grožnje
Zgodovinski spomeniki Mchete so bili nedavno uvrščeni na Unescov seznam ogrožene svetovne dediščine, saj so kot glavno grožnjo dolgoročnemu ohranjanju najdišč navedli »resno poslabšanje kamnoseškega dela in fresk«.

## Pobratena mesta
- Leuville-sur-Orge, Francija
- Argos, Grčija (1991)[9]